# Frans De Haes
François "Frans" De Haes (født 24. september 1895, død 4. november 1923) var en belgisk vægtløfter, som deltog i OL 1920 i Antwerpen.
De Haes blev olympisk mester i fjervægt ved OL 1920. Med samlet 220,0 kg satte han olympisk rekord: 95,0 kg i tohåndsstød, 65,0 kg i enhåndsstød og 60,0 kg i enhåndsstem - hver af de enkelte resultater var også olympiske rekorder. Sølvet gik til esteren Alfred Schmidt og bronzen gik til Eugène Ryter, begge med samlet 210,0 kg. Han var også klar til at kunne deltage i OL 1924, men fik influenza, som kostede ham livet.